# 汐川干潟
汐川干潟（しおかわひがた）は、愛知県豊橋市と田原市にまたがる三河湾の干潟である。中部地方で最大規模の干潟で、日本有数の渡り鳥の飛来地として知られている。

## 概要
三河湾の南東端の渥美半島の付根の田原湾に位置し、砂泥質の自然干潟である。以前は漁業が盛んな地域で昭和30年代までは2,000 haほどの干潟の面積があったが、周辺の埋立地の開発により280 haほどまで縮小した。愛知県の三河港計画で埋立による消滅の可能性があったが、1975年に「汐川干潟を守る会」が結成され干潟の保護活動が行われた。その後計画が見直され、名古屋港の藤前干潟と同様に広い干潟が残されている。南西方向から流れ込む汐川などの河口域に位置し、田原市東部の汐川河口から豊橋市南西部の杉山地区にかけて広がる。周辺にはうなぎ養殖場などの埋立地があり、干潟の北側には埋立地を東西に結ぶ愛知県道2号豊橋渥美線の三河港大橋が架かる。

## 歴史

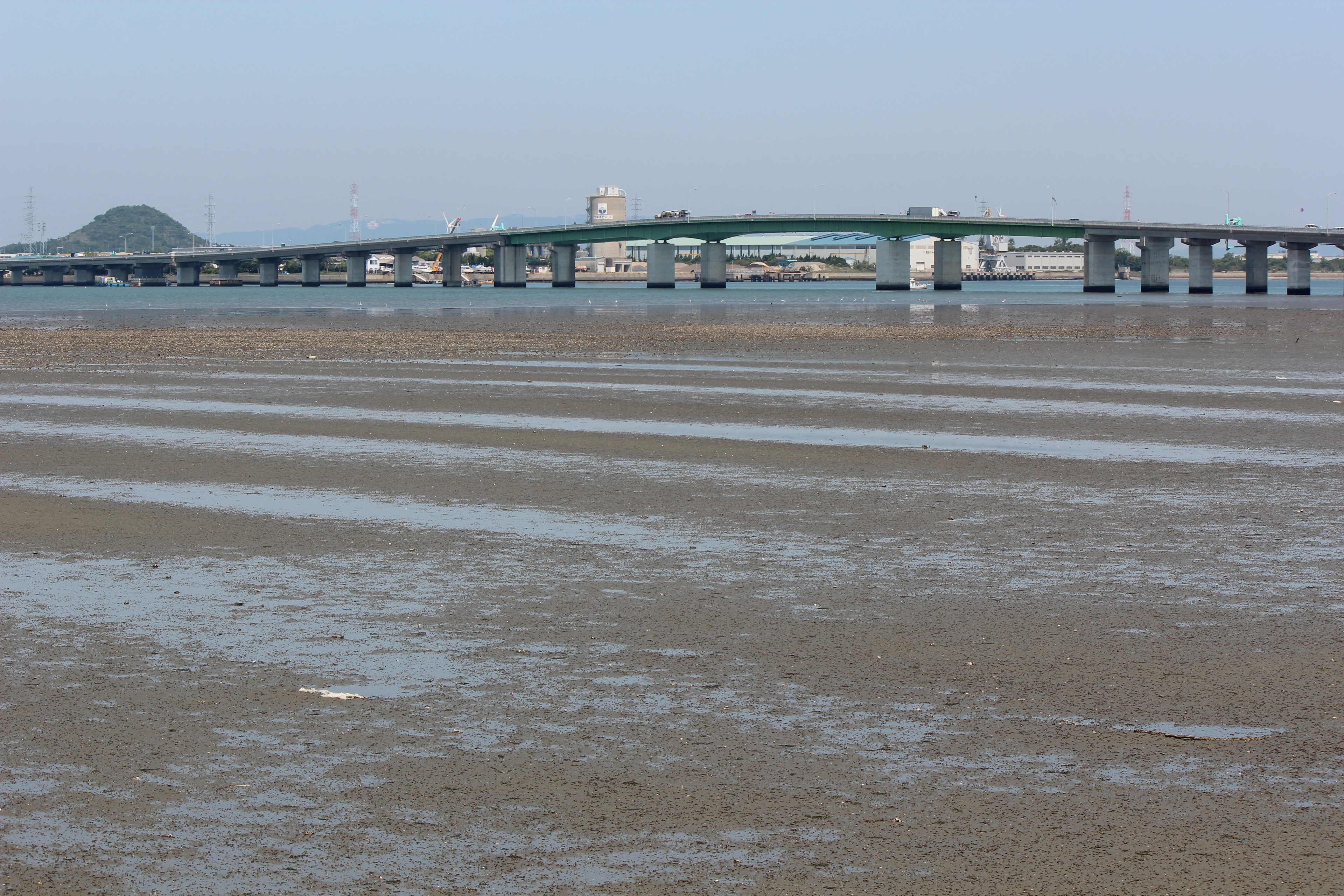
干潟の北端の三河港大橋、北側の東西両岸（臨海域）は埋立地の工業団地となっている。

江戸時代には多くの魚介類が産出され、串アサリなどが名産であった。戦時中の昭和10年代には、梅田川の河口沖を埋め立てて、豊橋海軍航空隊の基地が建設され、1943年（昭和18年）に開隊された。1961年（昭和36年）から愛知県により豊橋港と臨海工業団地の造成が開始された。埋め立てられた造成地は1972年（昭和47年）11月に田原町で「緑が浜」が設定され、1973年（昭和48年）5月に豊橋市で「明海町」が設定された。これらの汐川干潟の北側の臨海埋立地をつなぐ産業道路として、1982年（昭和57年）に三河港大橋が完成した。1972年から始まった汐川干潟保存運動などによって、当初予定されていた汐川干潟の全面埋立計画は、現在の汐川河口部の280 haを残して中止された。2001年12月に環境省により汐川干潟を含む三河湾が、日本の重要湿地500に選定された。田原市では2009年に「汐川干潟フォトコンテスト」が開催された。

## 環境

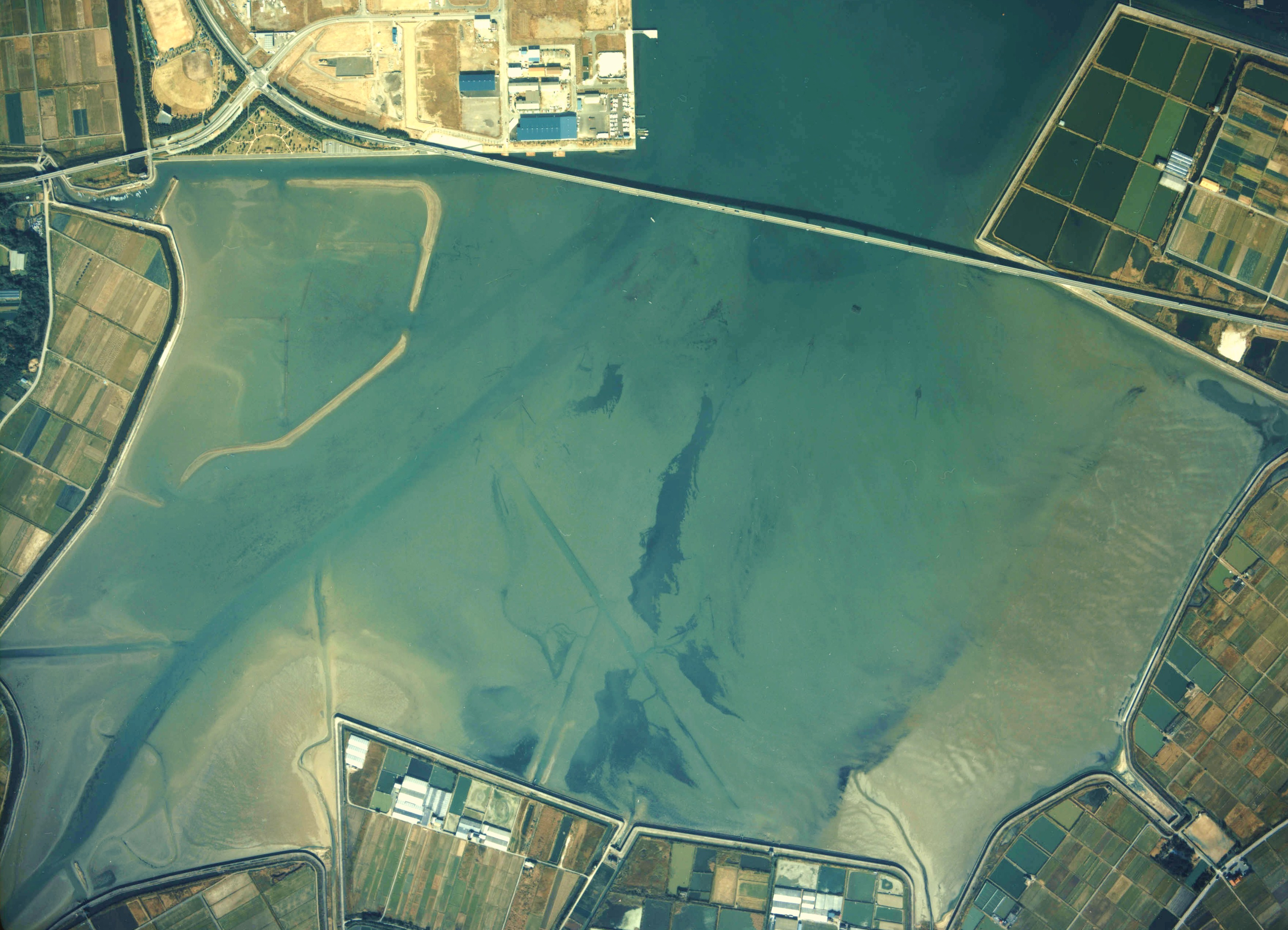
汐川干潟付近の空中写真（1988年撮影）

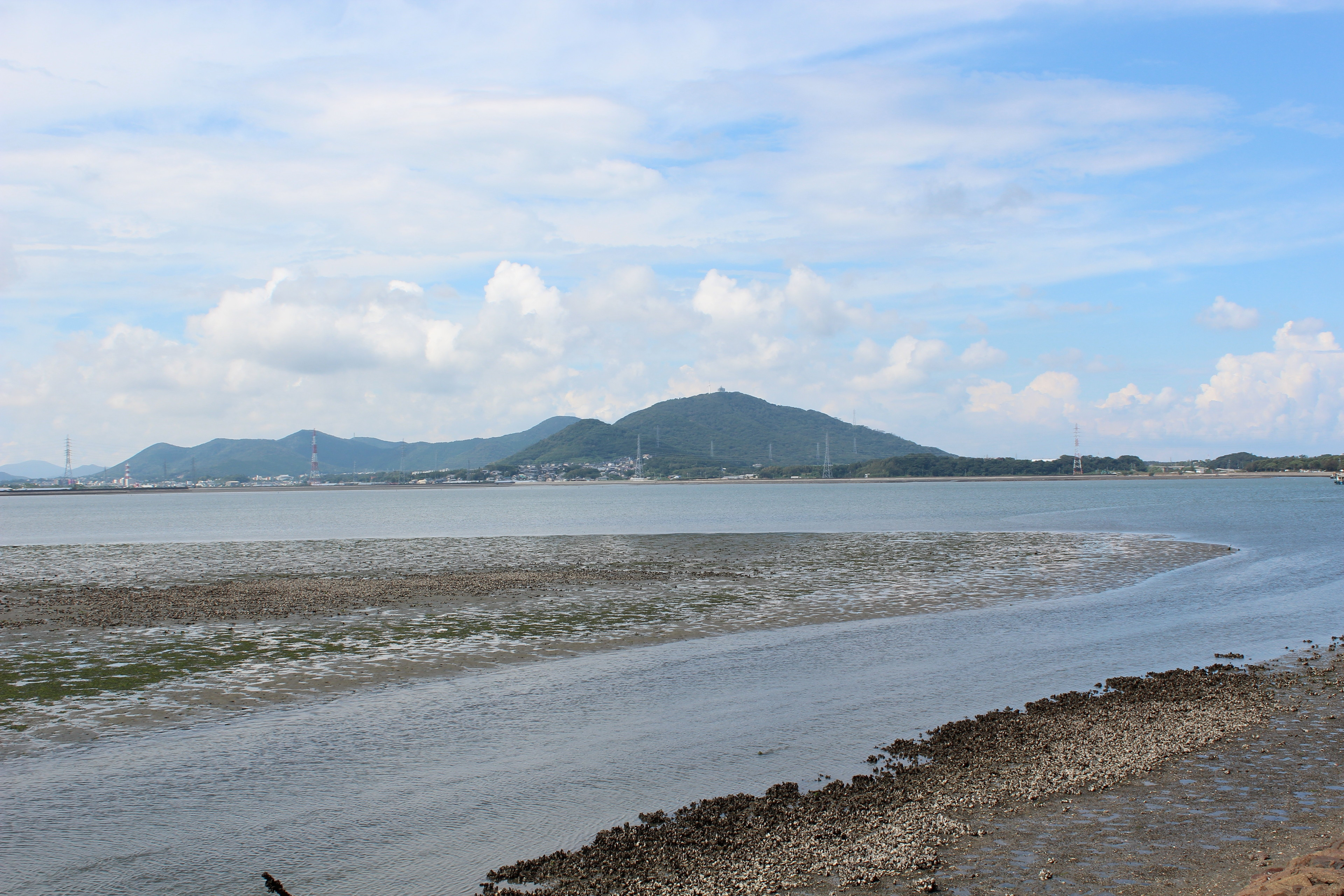
東側から望む汐川干潟、対岸には蔵王山

三河港の平均満潮位は約2.3 mで、満潮時にはほぼ全域が海となり、干潮時にはほぼ全域が露出する。北西端の田原市の「緑が浜公園」などには、ハゼ釣りや潮干狩りで干潟に訪れる人がある。2000年（平成12年）に、豊橋市と田原市により干潟の環境保全などを目的に「汐川干潟保全検討会議」が設立され、「汐川干潟保全連絡会」が設立されている。流域の河川と海岸線には防潮堤道路が敷設されていて、周囲には多数の排水施設が設置されている。周辺では干潟の自然観察会が開催されている。汐川干潟は銃猟禁止区域の指定を受けている。

### 汐川干潟に生息する動植物

#### 鳥類
汐川干潟では1993年6月1日までに、18目47科246種の野鳥が記録されている。春と秋にはシギ類とチドリ類、冬にはカモ類などの多数の渡り鳥が飛来し、多くのバードウッチャーが野鳥観察に訪れる。「ダイゼンの越冬群」と「ハマシギの越冬群」が愛知県のレッドリストで地域個体群の指定を受けている。
- 通年見られる種（留鳥） - アオサギ、カルガモ、カワウ、ケリ、コサギ、シロチドリ、セグロセキレイ、セッカ、ダイサギ、ヒヨドリ、モズ
- 春と秋に見られる種 -  アジサシ、オオソリハシシギ、キアシシギ、キリアイ、キョウジョシギ、ソリハシシギ、ダイゼン、チュウシャクシギ、トウネン、ホウロクシギ、メダイチドリ
- 夏に見られる種 -  オオヨシキリ、コチドリ
- 秋から春にかけて見られる種 -  イソシギ、ウミネコ、オオセグロカモメ、オナガガモ、カンムリカイツブリ、キンクロハジロ、コガモ、ズグロカモメ、スズガモ、ハマシギ、ヒドリガモ、ホシハジロ、マガモ、ミサゴ、ユリカモメ

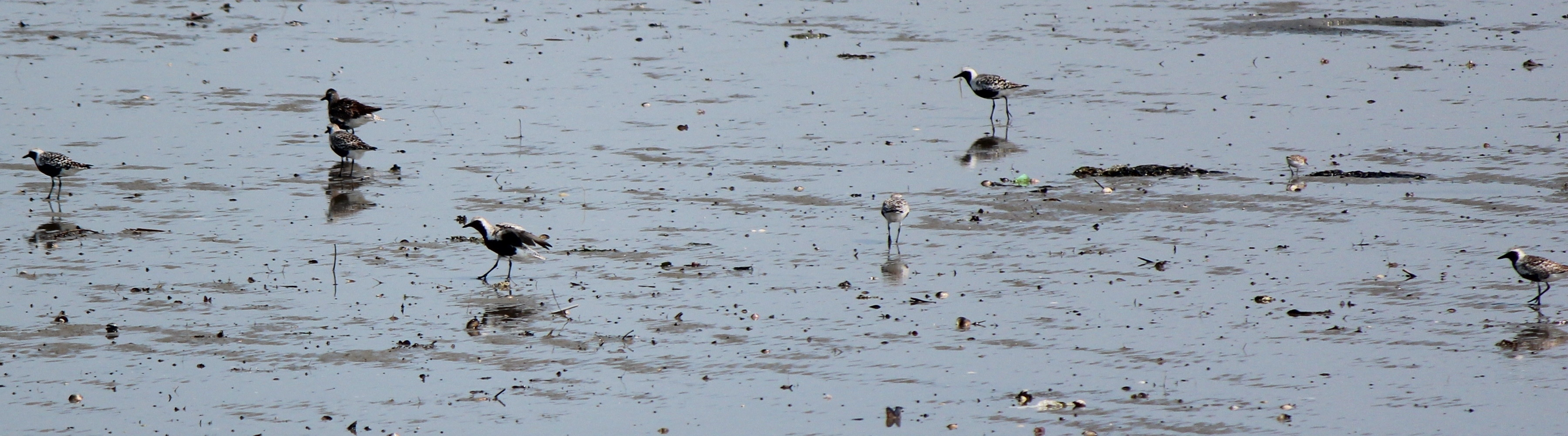
ダイゼンの群れ （愛知県指定地域個体群）
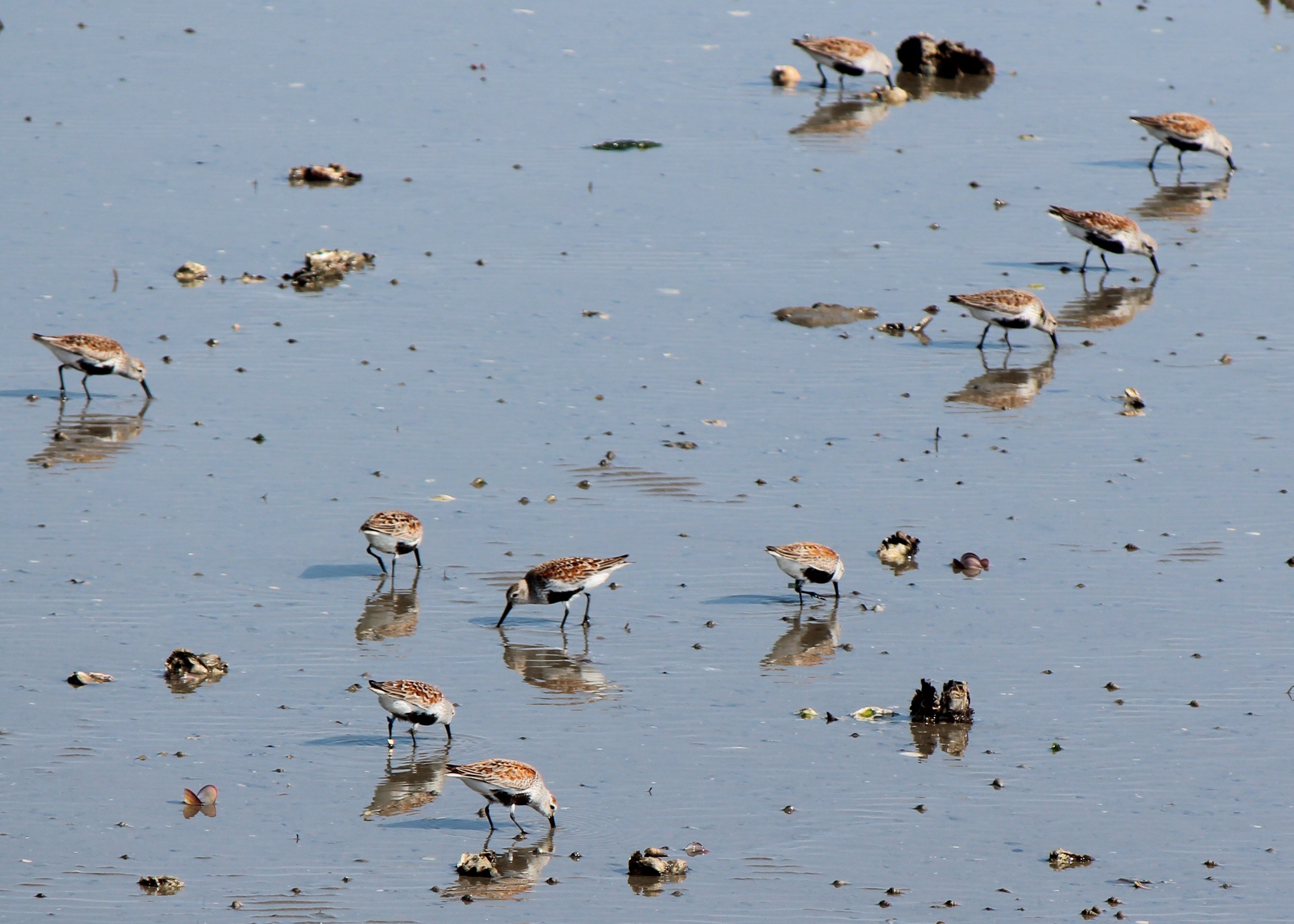
ハマシギの群れ （愛知県指定地域個体群）
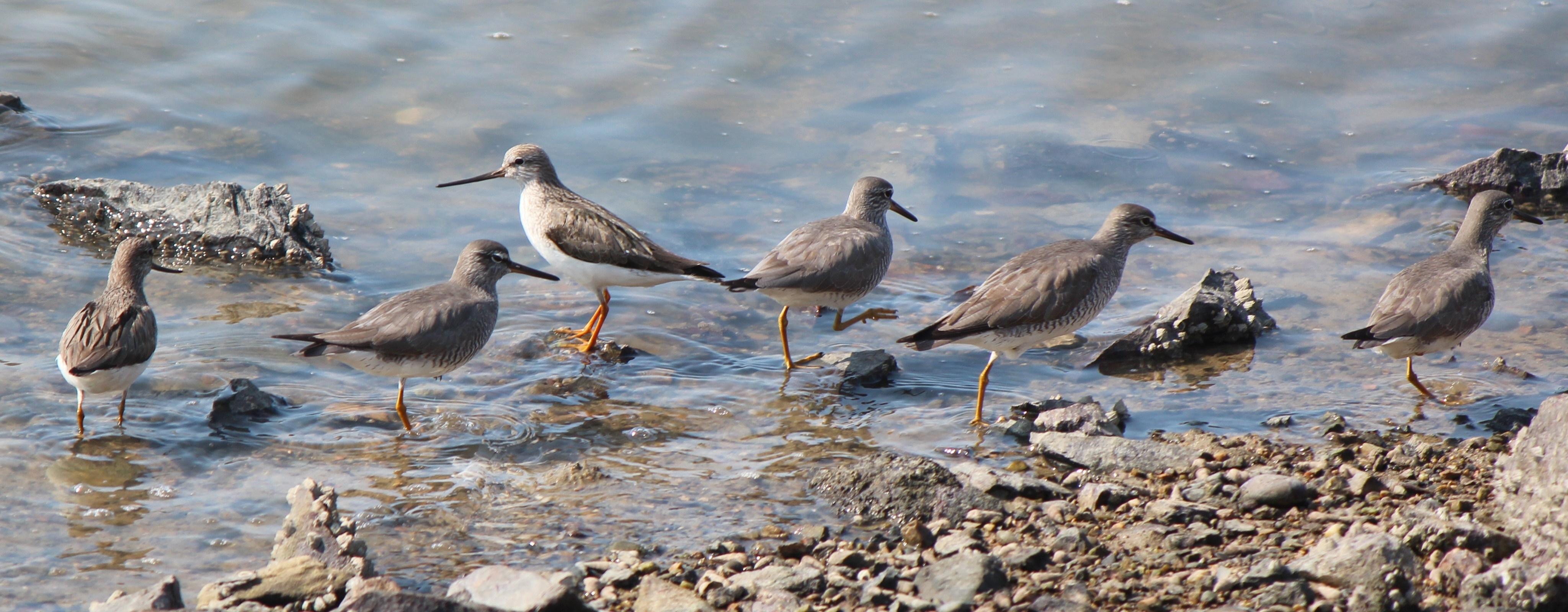
キアシシギの群れ
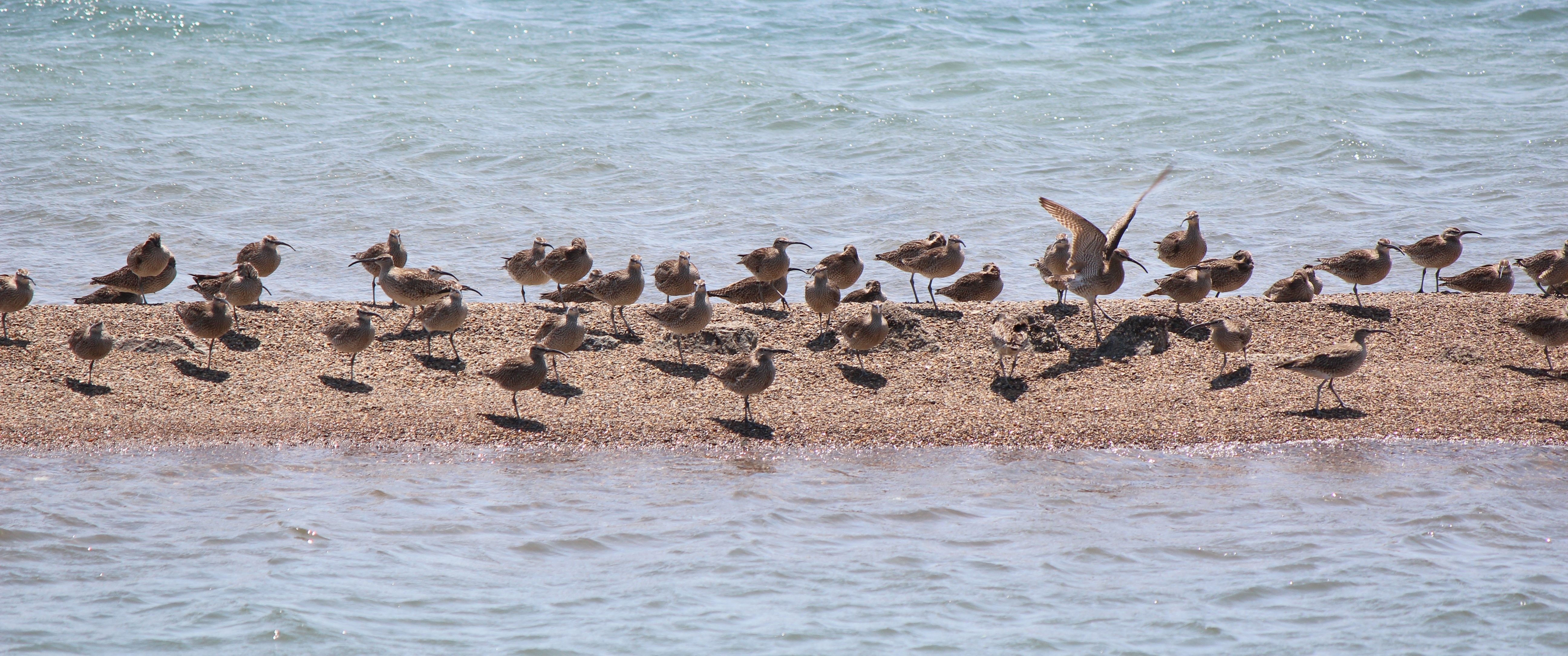
チュウシャクシギの群れ
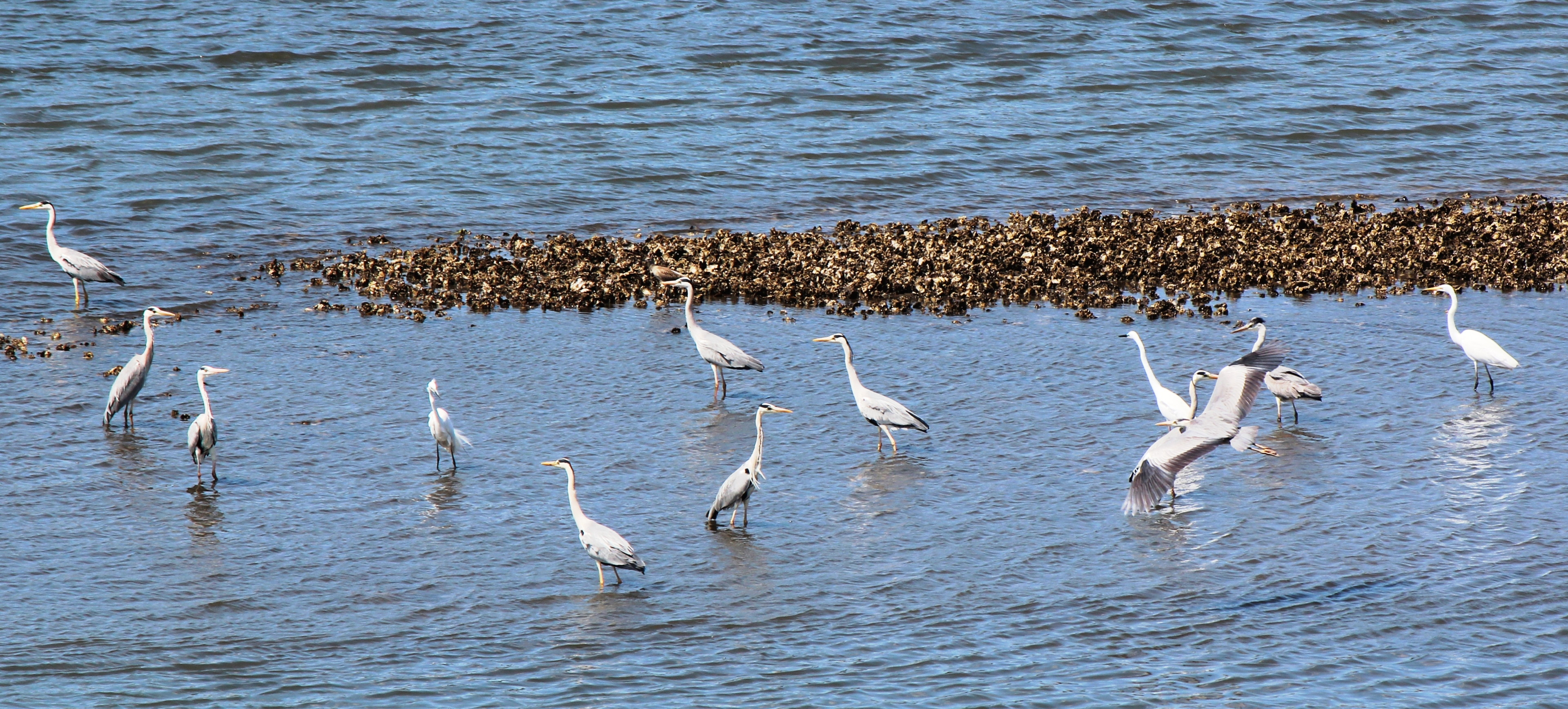
通年見られるアオサギの群れにダイサギなども混じる

#### 底生動物
ゴカイ、貝、カニなど108種ほどの底生生物の生息が確認されていて、湾内の水質浄化の役割を果たしている。西側にはゴカイ類が多く、東側に貝類が多い。貝類は豊富であるが、アゲマキ（Sinonovacula lamarcki）は三河港大橋建設時の頃に絶滅したと考えられていて、愛知のレッドリストで絶滅の指定を受けている。かつて干潟に生息していたハイガイ（Tegillarca granosa）も愛知県内では絶滅した。オカミミガイ（Ellobium chinense）の健全な個体群は愛知県では汐川干潟のみに現存していて、愛知県で絶滅危惧IB類の指定を受け絶滅が危惧されている。カニやゴカイ類などは渡り鳥などのエサとなっている。
- 貝類 - アサリ、イボウミニナ、ウミニナ、エドガワミズゴマツボ、オオノガイ、オカミミガイ、オキシジミ、カワアイ、カワグチツボ、キヌカツギハマシイノミガイ、クリイロカワザンショウ、ソトオリガイ、ナラビオカミミガイ、ヌカルミクチキレ[20]、ヒナユキスズメ、フトヘナタリ、ヘナタリ、ホソウミニナ、ムシヤドリカワザンショウ、ユウシオガイ[21]
- 甲殻類 - アシハラガニ、イソガニ、チゴガニ、ヤマトオサガニ、ユビナガホンヤドカリ

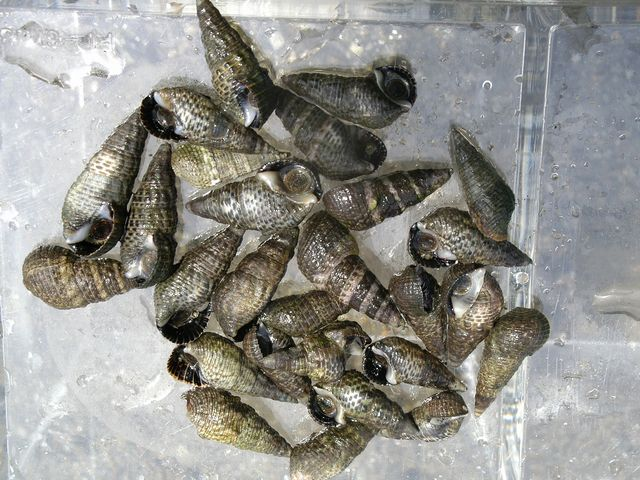
ウミニナ
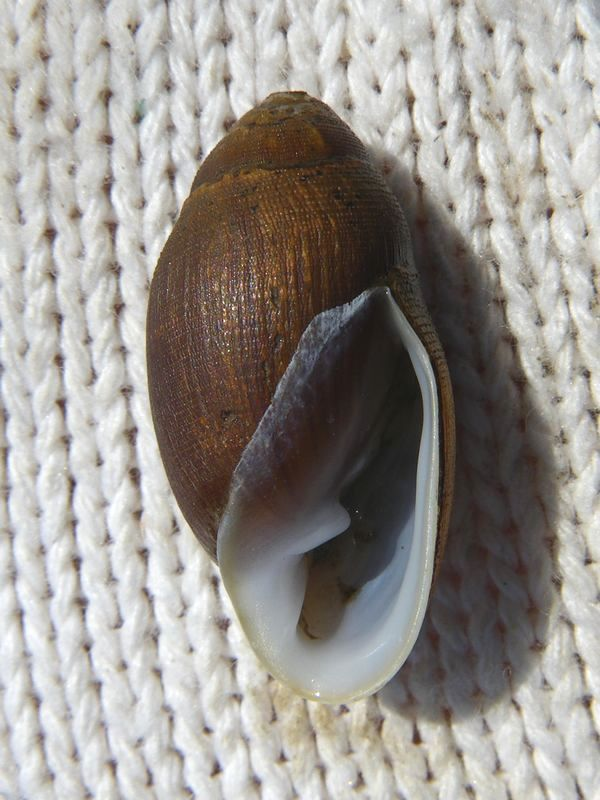
オカミミガイ
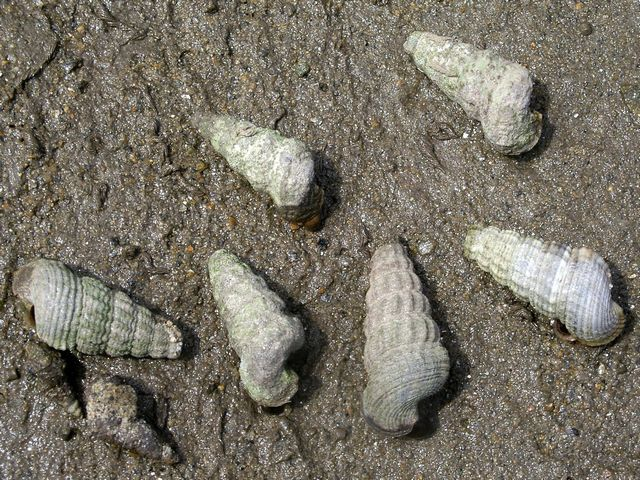
フトヘナタリ
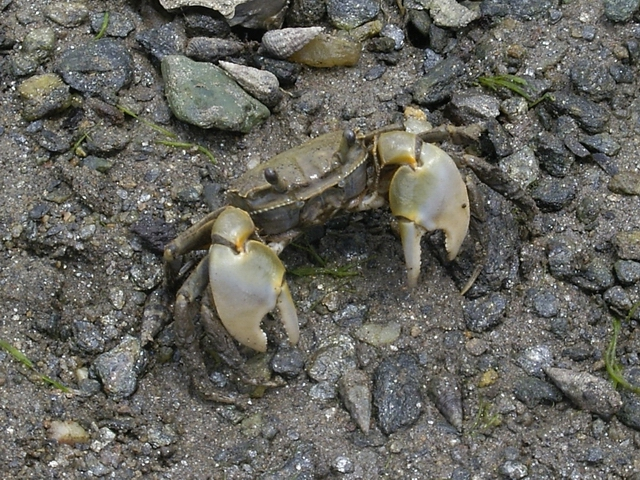
アシハラガニ

#### 植物
シバナ（Triglochin maritimum、塩基湿地に生育）、ウラギクとハマボウ（堤防直下）、ハママツナ、ヨシなどが分布している。1935年ごろには「モク」と呼ばれるアマモ類はが干潟一面に生育していたが、1970年までに絶滅したとされていた。2010年4月15日に1株のみのアマモの現存が干潟内で確認された。2012年（平成24年）2月28日に外来種である3株のイネ科スパルティナ・アルテルニフロラの生育が汐川河口域で確認され、その後豊橋市立章南中学校の生徒らによって駆除作業が行われた。

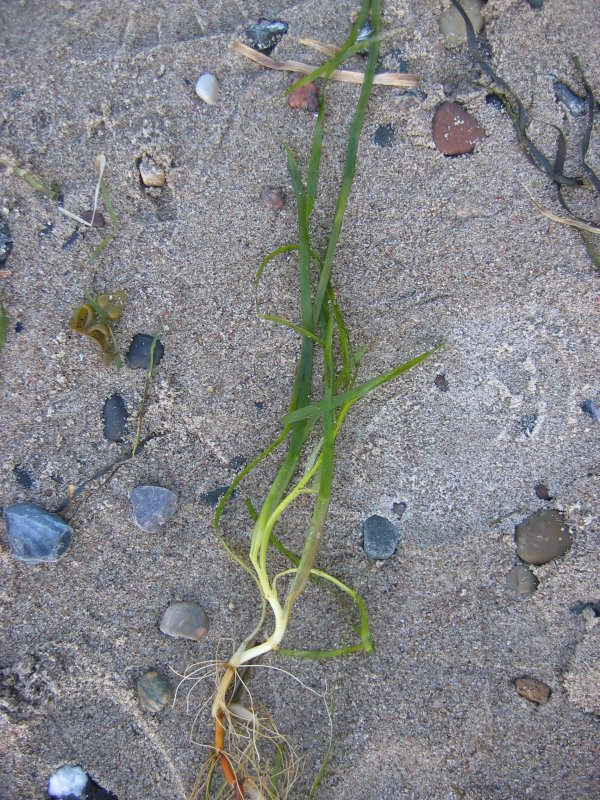
アマモ
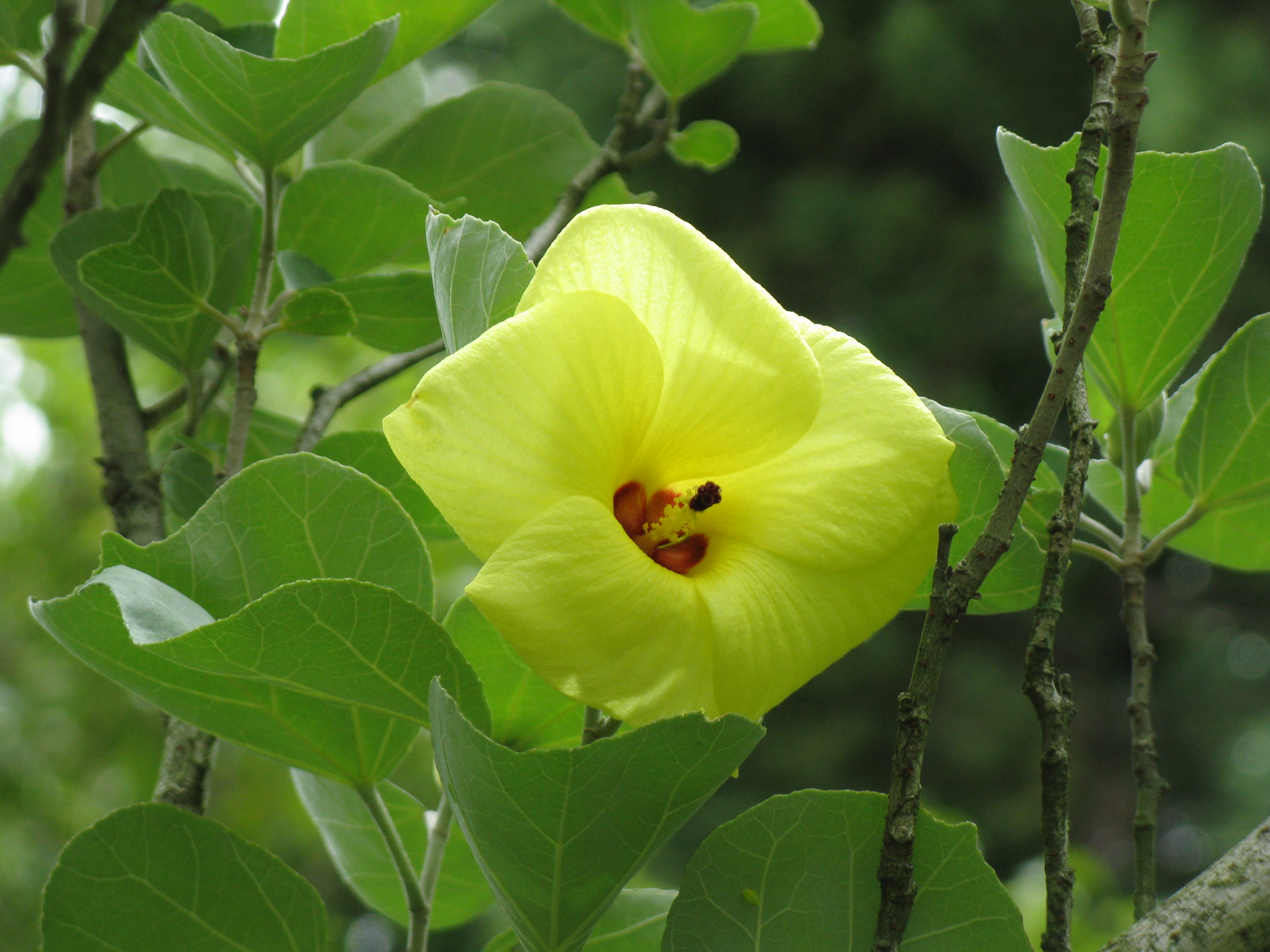
ハマボウ

## 地理

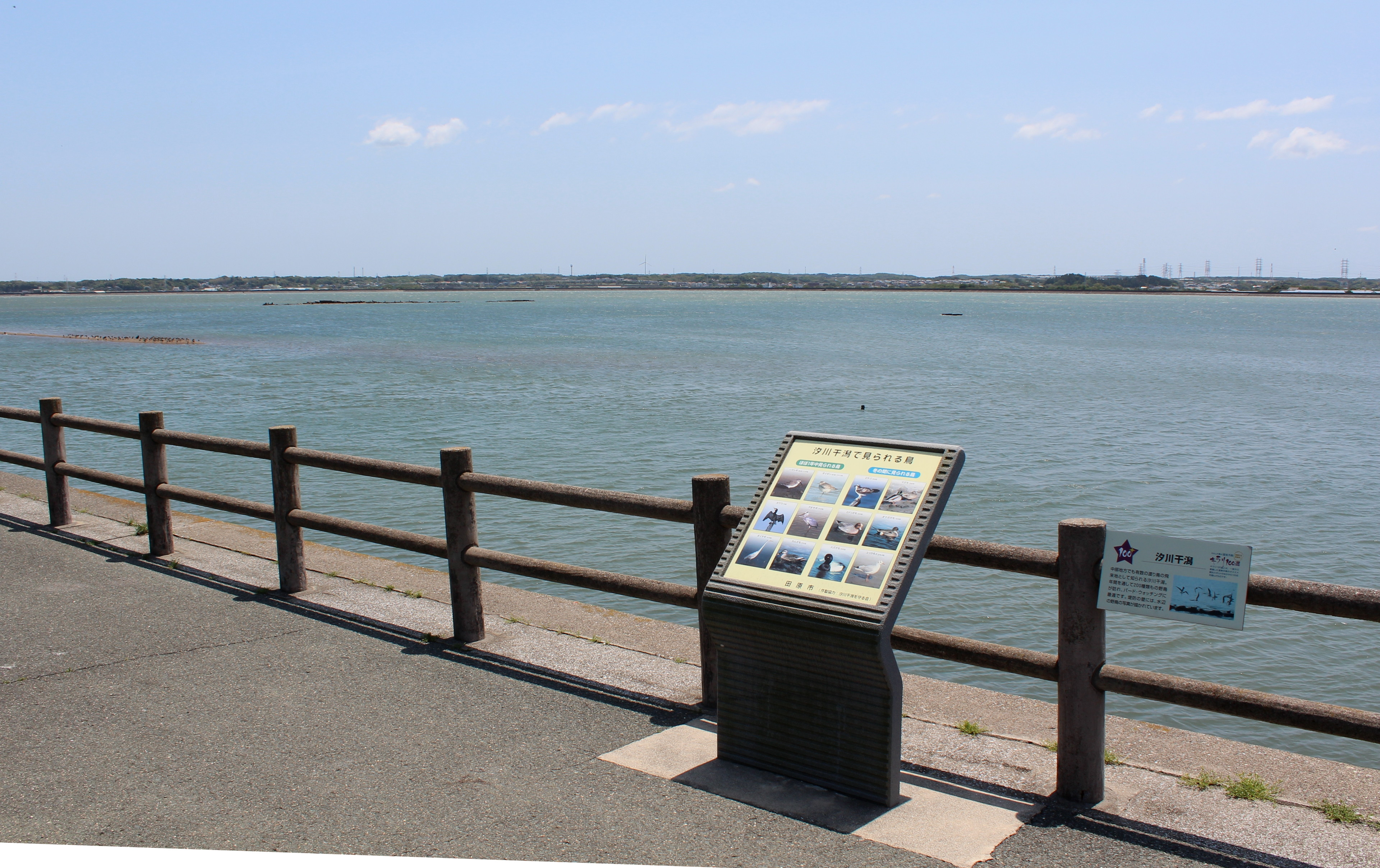
北西端の緑が浜公園から望む満潮時の汐川干潟

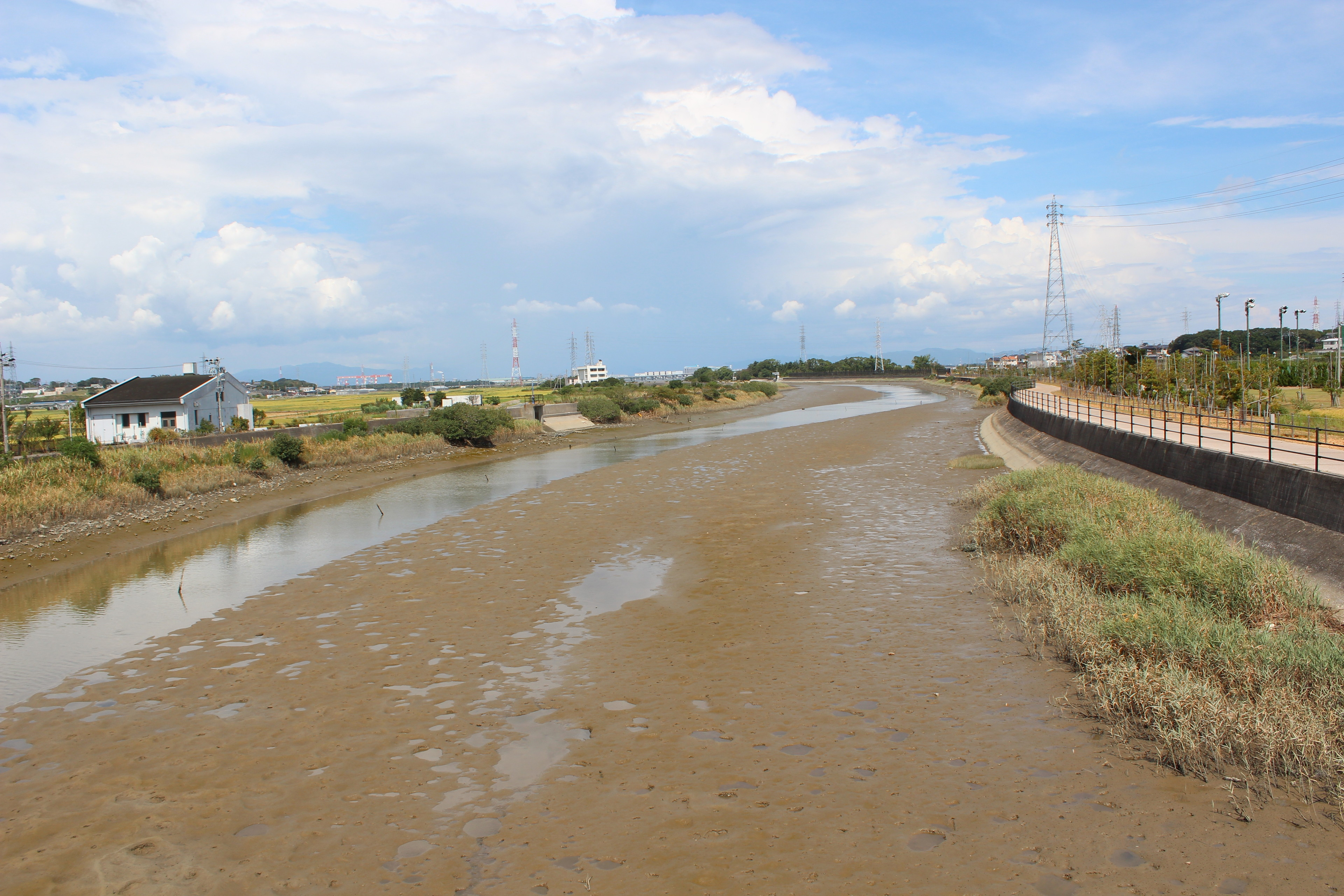
干潟に流れこむ汐川下流部、右岸に田原市中央公園

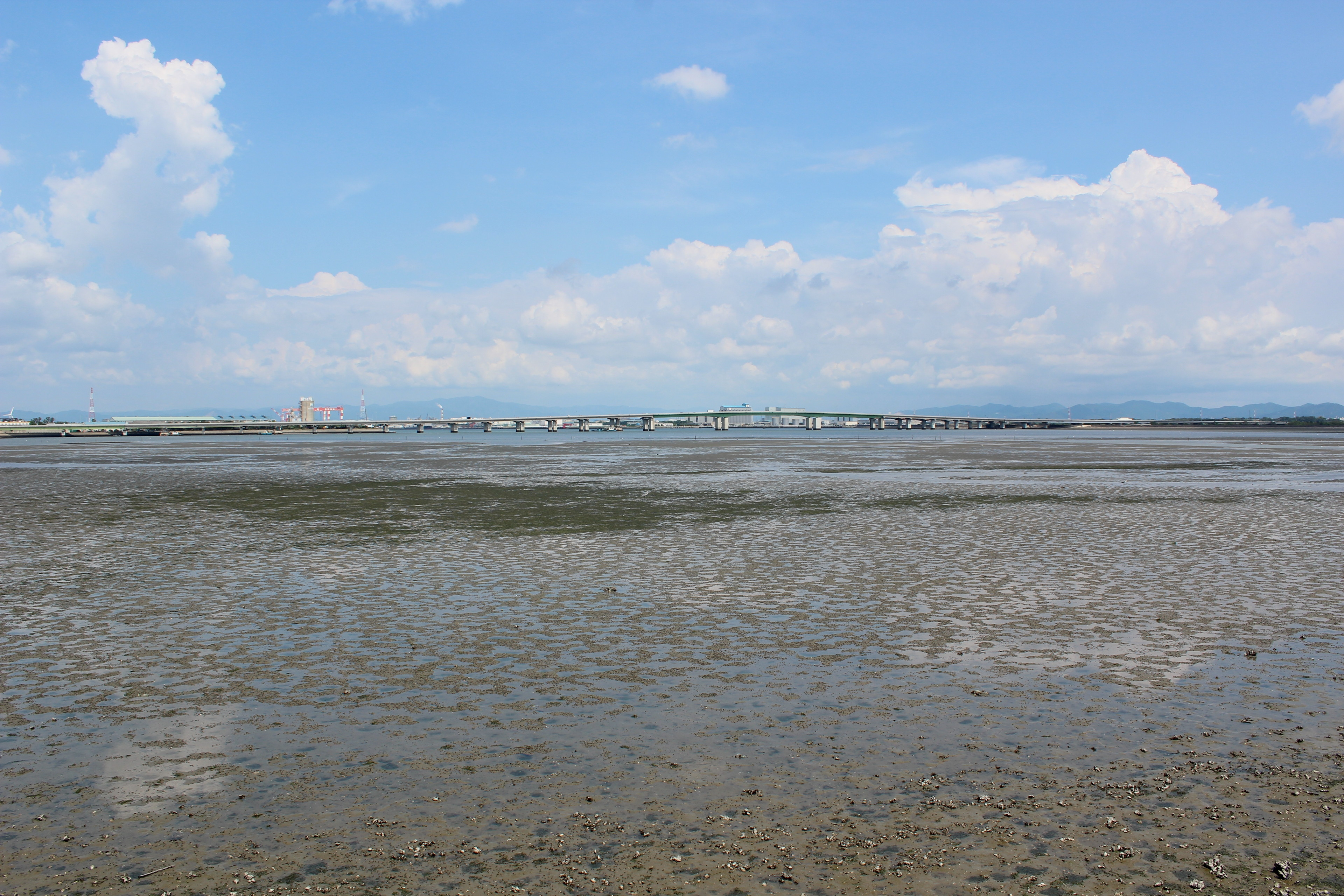
南側から望む干潮時の汐川干潟

田原湾の北西側（田原市）にはトヨタ自動車田原工場などの工業団地の埋立地、北東側（豊橋市明海町）には埋立地の工業団地がある。田原市側の内陸部は愛知県の渥美半島県立自然公園に指定されている。

### 干潟へ流れ込む河川
以下の河川が干潟へ流れ込み、その集水域となっている。各河川にはコンクリートによる堤防が造られている。汐川の下流部の船倉橋の環境基準点では水質の監視測定が行われて、BOD（生物化学的酸素要求量）などの値が環境基準を満たしておらず水質に課題がある。干潟に流入する有機物の堆積物などにより西側ほどCOD値（化学的酸素要求量）が高い傾向にある。
- 切畑川 - 河口に船溜樋門が設置されている
- 蜆川
- 汐川 - 干潟に流れこむ最大の河川
- 御山川
- 背戸田川

### 交通アクセス
干潟の東南西の田原湾沿いには防潮堤道路が敷設されていて、散策して干潟を観察することができる。
- 豊橋鉄道渥美線 - 干潟の南側付近を通り、汐川の下流域に終点の三河田原駅がある。
- 国道259号（田原街道） - 干潟の南側を豊橋市市街地と伊良湖岬を結ぶ国道が通る。
- 愛知県道2号豊橋渥美線 - 干潟の北側に県道の三河港大橋が架かる。

### 周辺
- 緑が浜公園 - 北西端の内陸部の田原市緑が浜4号地には公園が整備され、野鳥観察地となっている。
- 中央公園 - 南西端の汐川下流右岸の田原市豊島町西新田に、スポーツや憩いの場所としての公園が整備されている。